# Llonguet

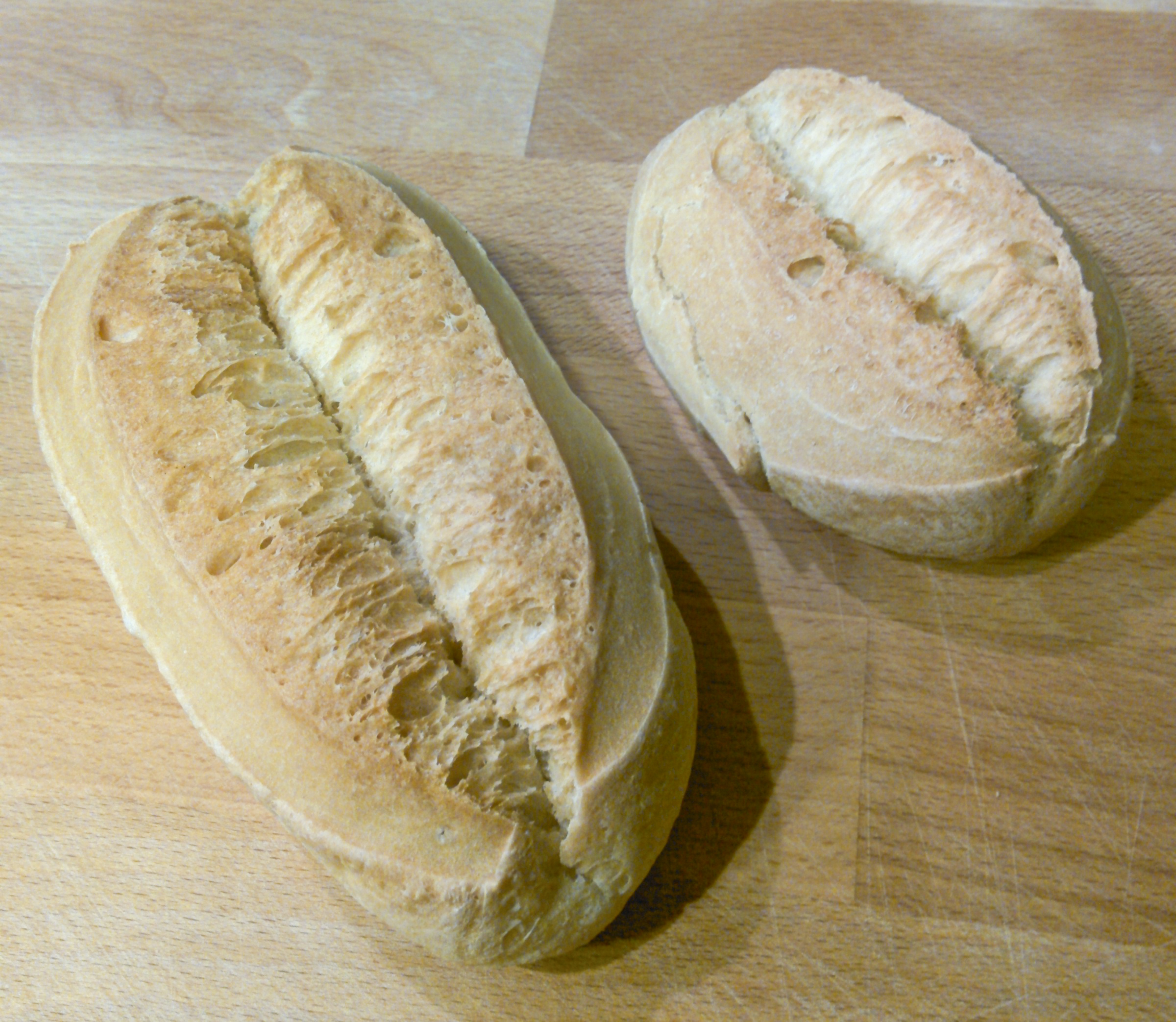
Dos llonguets

El llonguet (en catalán, [ʎuŋ.ɡet] 'larguito') es un panecillo oblongo con una única greña transversal en la parte superior. Es típico de las Islas Baleares, Cataluña y la Comunidad Valenciana, en España. Está hecho con harina de trigo, agua, levadura y sal. Posee una miga floja, elástica y llena de hebras, fruto de un prolongado trabajo de amasado. Ello hacía que antiguamente fuese una pieza de pan delicada y cara. Posteriormente, por su tamaño individual, el llonguet sería ampliamente utilizado para hacer bocadillos (entrepà en catalán), convirtiéndose en la merienda por antonomasia de los niños de Barcelona a finales del siglo pasado. No obstante, en la actualidad esa función ha sido tomada por la barra, que es más sencilla y barata, por lo que el llonguet está en vías de desaparecer. Es un pan muy versátil, que sirve para tostar, untar o freír.
En Palma se utiliza para hacer una «llagosta» (un llonguet relleno). Fue tan popular en la isla, que a los aficionados del RCD Mallorca fueron apodados como llonguets.  Los mismos palmesanos son llamados así por el resto de isleños. En la publicación Die Balearen, de Luis Salvador (1891), se menciona este pan: «los de ciudad no comen tanto pan como la gente del campo, pero en cambio es normalmente de mejor calidad; prefieren los llonguets, que son panes pequeños alargados, bien cocidos, muy blancos y con un corte en medio». El llonguet ha sido protegido por la Consellería de Trabajo, Comercio e Industria del Gobierno Balear bajo la marca Pa d'aquí, que incluye otros panes artesanales de las Baleares como el pa de xeixa, el pa de pagès o el cóc. Se dice que Antoni Gaudí compraba un llonguet cada mañana en una fleca (panadería) del barrio de la Sagrada Familia de Barcelona.

## Elaboración
La principal característica del llonguet es su hendidura o greña central, que ciertos autores atribuyen simbólicamente a la sexualidad femenina. Se logra plegando la masa y enrollandola, y así sucesivas veces. Este laborioso proceso aporta cierta tenacidad a la masa. El amasado finaliza con un corte limpio longitudinal que destensa y abre la greña. Cada llonguet pesa unos 100 gr.
En las panaderías locales, el llonguet es el primer pan en meterse al horno junto con las cocas, ya que ambos se cuecen en pocos minutos y aportan la humedad necesaria para la cocción de las hogazas posteriores, que además tardan más tiempo.

## Desaparición
Durante la Posguerra y los primeros años de la democracia, el llonguet era popular para preparar los bocatas de merienda, sin embargo la tradición se fue perdiendo a medida que las panaderías se modernizaban y tecnificaban. El llonguet es una pieza que requiere trabajo artesanal. En el Atlas del pan (2014), se menciona: «Esta laboriosa forma de trabajar la masa ha hecho que poco a poco las panaderías dejaran de preparar llonguets debido a sus costes de producción y escasa rentabilidad de las piezas».
Por otro lado, las nuevas generaciones encuentran esta pieza tiene una miga demasiado densa, además de que no cabe en una tostadora convencional. «Ya no gusta porque la gente lo ven crudo» explicó la panadera Rosa del Forn del Baix La Fatarella en De pans per Catalunya (2015): «el llengüet [como lo llaman en su familia] es un pan que se tiene que cocer poco tiempo a altas temperaturas para obtener una corteza fina y crujiente. El llengüet amb xocolata es lo mejor, es un recuerdo de infancia».